# Fus muscular
El fus muscular o fus neuromuscular és un receptor sensitiu muscular. Una fibra muscular especialitzada. La seva funció és enviar, en tot moment, informació a la medul·la espinal de l'estat de relaxació o contracció del múscul. Envia informació constant de la longitud del múscul i la seva velocitat d'estirament. La finalitat bàsica és el control muscular intrínsec.

## Anatomia
Ubicat únicament a la musculatura estriada, el fus muscular està format per entre 3 i 12 fibres musculars intrafusals. Aquestes fibres van d'un extrem a l'altre del fus muscular, mesurant entre 3 i 10 mm, i es disposen paral·leles a les fibres extrafusals (o fibres musculars) a les quals s'uneixen.
Cada fibra intrafusal es pot dividir en tres parts: una part central no contràctil (hi ha molt poques o cap fibres d'actina i miosina), i els extrems que sí que són contràctils. La part central actuarà com a receptor de l'estirament i a partir d'aquí s'enviarà la informació aferent cap a la medul·la per les fibres sensitives. Es poden dividir en dos tipus:
1. Fibres de bossa nuclear: n'hi ha entre una i tres per fus muscular. Els nuclis es concentren a la part central de la porció receptora.
2. Fibres de cadena nuclear: n'hi ha entre tres i nou per cada fus muscular. Els nuclis s'alineen en cadenes al llarg de tota la porció receptora.

Es distingeixen dos tipus de terminacions sensitives:
1. Terminació primària, Ia o anuloespiral: es troba a la part central de l'àrea receptora. És una fibra sensitiva de grans dimensions que embolcalla la part central de la fibra intrafusal. Té un diàmetre de 17 μm.
2. Terminació secundària, II o en ramell: es troba a un costat o a ambdós costats de la terminació primària. Normalment és una fibra però a vegades en són dues, més petites, tenen un diàmetre d'unes 8 μm.

## Fisiologia
La part central de les fibres intrafusals no és contràctil; així doncs, no es contrau mentre els extrems sí que ho fan. Això permet establir dos sistemes d'excitació del fus.
1. Quan la globalitat del múscul s'estira, les fibres del fus muscular també s'estiren, estirant-se la part central d'aquestes fibres intrafusals.
2. Quan el múscul es contrau, totes les fibres contràctils, inclosos els extrems de les fibres intrafusals es contrauen provocant l'estirament de la part central de les fibres intrafusals.

L'estirament de la part central de les fibres intrafusals provocarà l'excitació d'unes terminacions sensitives que enviaran la informació cap a la medul·la espinal entrant-hi per les astes posteriors.
Dels dos tipus de terminacions sensitives:
1. Tipus Ia: envia els senyals sensorials cap a la medul·la a una velocitat entre 70 i 120 m/s. Aquesta velocitat és la més alta que pot adquirir qualsevol tipus de fibra nerviosa del cos humà. S'excita per les fibres de bossa nuclear i les de cadena nuclear
2. Tipus II, amb velocitat de transmissió és més lenta. Només s'excita per les fibres de cadena nuclear.

## Tipus de resposta de les terminacions segons l'excitació

### Resposta estàtica: control de la longitud
Quan es produeix un estirament lent i progressiu de la porció receptora del fus muscular, s'enviaran impulsos cap a la columna vertebral, des de les terminacions primària i secundària. Mentre hi hagi estirament del fus, hi haurà transmissió d'impulsos cap a la medul·la. Almenys uns quants minuts.

### Resposta dinàmica: control de la velocitat de canvi
Quan el canvi de longitud es produeix de forma sobtada s'estimularà només la terminació primària, i de forma molt intensa. Aquesta resposta dinàmica es produirà només mentre duri l'estirament brusc de la porció central del fus. En el mateix moment que l'estirament s'estanca, els impulsos passen directament a una resposta estàtica.
De la forma contrària, quan es produeix una disminució brusca de la longitud de la porció receptora del fus muscular, s'enviaran senyals sensitius negatius.

## Nervis motors gamma ύ
Són els nervis motors que innerven el fus muscular. N'hi ha de dos tipus:
1. Nervis motors gamma dinàmics; es dirigeixen sobretot cap a les fibres intrafusals de bossa nuclear. Quan aquests nervis activen les fibres de bossa nuclear, s'activa una resposta dinàmica molt potent del fus muscular. La resposta estàtica no es veurà pràcticament influenciada.
2. Nervis motors gamma estàtics: es dirigeixen a les fibres intrafusals de cadena nuclear. S'activarà la resposta estàtica del fus, mentre que la dinàmica no es veurà afectada.

## Descàrrega contínua dels Fusos Musculars en condicions normals
En condicions normals, els fusos musculars envien informació de forma constant. L'estirament del fus estimula aquests senyals sensitius mentre que, l'escurçament els fa disminuir. Així doncs, el fus envia informació positiva cap a la medul·la espinal, quan hi ha un increment de la longitud i informació negativa, o una quantitat d'impulsos menor a l'habitual, quan hi ha un escurçament del fus.

## Reflex miotàtic
El reflex miotàtic es produeix l'estirament brusc d'un múscul, els receptors del fus muscular s'activaran enviant una informació aferent (per una fibra tipus Ia) a la medul·la espinal. La resposta reflecteix monosinàptica, serà la contracció de les fibres musculars esquelètiques grans del múscul que s'ha estirat, així com les dels músculs sinèrgics més íntimament relacionats.
Les fibres de tipus II, no utilitzaran una via monosinàptica, sinó que tindran connexió amb interneurones de la substància grisa medul·lar, retardant la informació.

### Reflex miotàtic estàtic i dinàmic
Quan es produeix un estirament brusc, s'envia un senyal molt intens cap a les astes posteriors de la medul·la que activarà una resposta reflexa d'una intensitat també molt elevada, per a contraure la musculatura estirada. L'objectiu, doncs, és el d'oposar-se a aquest estirament brusc.
Per altra banda, quan l'estirament és més suau (o una fracció de segon just després de finalitzar l'estirament brusc), la intensitat del senyal aferent i, conseqüentment, la resposta eferent, seran molt menys intensos. Aquest és el reflex miotàtic estàtic que durarà un període prolongat de temps. Aquest permet un grau de contracció muscular relativament estable.

### Relació amb l'activitat motora voluntària
El 31% de totes les fibres motores que es dirigeixen al múscul, són fibres γ tipus A petites. I no fibres α tipus A grans. Això demostra la importància de les fibres γ. Sempre que hi ha un estímul o un senyal des del còrtex cerebral cap a les MNα, al mateix temps s'envia un senyal cap a les MNγ. Aquest és l'efecte denominat coactivació de les MNα y γ. Així doncs, les fibres extrafusals i les intrafusals s'activen al mateix temps. Aquesta coactivació α-γ té un objectiu doble: per una banda evita que la longitud de la porció receptora del fus muscular variï durant el transcurs de la contracció muscular completa. Així impedeix que el reflex miotàtic s'oposi a la contracció del múscul. I per altra banda manté l'oportuna funció amortidora del fus muscular, més enllà de qualsevol canvi en la longitud del múscul.

### Reflex del fus muscular i les posicions corporals
Per a dur a terme les accions motores "a tensió", es produeix una intervenció de la regió facilitadora bulb reticular i algunes zones del tronc de l'encèfal, que envien impulsos nerviosos cap a les fibres intramusculars, per les fibres γ. Això produeix la contracció dels extrems de les fibres intrafusals i, conseqüentment, l'estirament de la part receptora del fus; el qual enviarà impulsos nerviosos cap a la medul·la. Per altra banda, però, si els fusos musculars de l'altre costat de l'articulació també s'exciten, donarà a lloc una contracció muscular dels dos costats de l'articulació al mateix temps. Dues forces que s'oposen entre si al mateix temps. Finalment ens trobem amb una articulació molt estable en la seva posició i, qualsevol força que intenti variar aquesta posició topa amb l'oposició dels reflexos miotàtics molt sensibilitzats al voltant d'aquesta articulació. Aquest sistema és molt útil per quan s'ha de realitzar una funció muscular molt específica que requereix control muscular. Per exemple operacions motores amb les mans que requereixen una motricitat fina.